# San Marino i olympiska sommarspelen 1972
San Marino deltog i de olympiska sommarspelen 1972 med en trupp bestående av 7 deltagare. Ingen av landets deltagare erövrade någon medalj.